# Stavba parlamenta, Stockholm
Stavba parlamenta (švedsko Riksdagshuset [ˈrɪ̂ksdɑː(ɡ)sˌhʉːsɛt] ) je sedež švedskega parlamenta, Riksdaga. Stoji na skoraj polovici Helgeandsholmena (otoka), v okrožju Gamla stan (staro mestno jedro) v središču Stockholma.

## Arhitektura
Stavbni kompleks je zasnoval Aron Johansson v neoklasicističnem slogu s fasado v neobaročnem slogu na sredini. Parlament je bil zgrajen med letoma 1897 in 1905.
Leta 1889 je bil izveden natečaj za izbiro načrta za novo stavbo parlamenta, na katerem je Johansson zmagal. Ob odprtju je nadomestila staro stavbo Riksdaga (Gamla Riksdagshuset) na Riddarholmenu (otoku).
Stavbi kompleksa sta bili prvotno zgrajeni za Riksdag v eni in Švedsko nacionalno banko (Sveriges Riksbank) v drugi, polkrožne oblike.
Razširitev skupščinske dvorane
Potem ko je bil dvodomni Riksdag leta 1971 nadomeščen z enodomnim zakonodajnim telesom in se je banka preselila, je bila stavba, v kateri je bila banka, obnovljena za novo skupščinsko dvorano. Med gradnjo se je parlament preselil v začasne prostore v novozgrajeni Kulturhuset (Hiši kulture) južno od Sergels Torga, prav tako v središču Stockholma.

## Zunanjost Riksdagshuseta
- West from the Vasabron
- North from the Riksbron
- From above
- At night
- Plenarna dvorana
- Nekdanji drugi dom, ki se danes uporablja za seje odborov

## NagradaRight Livelihood Award
Nagrada Right Livelihood Award je bila prejemnikom podeljena na slovesnosti v parlamentu. Nagrada je bila ustanovljena leta 1980 v čast in podporo tistim, ki »ponujajo praktične in zgledne odgovore na najnujnejše izzive, s katerimi se danes soočamo«. Trenutno je nagrajencev 149 iz 62 držav.